# Xenoperdix udzungwensis
Xenoperdix udzungwensis е вид птица от семейство Phasianidae. Видът е застрашен от изчезване.

## Разпространение
Видът е разпространен в Танзания.